# ジャック・ロジエ
ジャック・ロジエ（Jacques Rozier、1926年11月10日 パリ - 2023年5月31日）は、フランスの映画監督。ヌーヴェルヴァーグ初期の傑作『アデュー・フィリピーヌ』で知られる。

## 来歴・人物
1926年11月10日、パリに生まれる。
IDHEC在学中、ジャン・ルノワールの助監督として映画界に入る。卒業後、1950年代に最初の短編映画を数本撮る。短編ドキュメンタリー『十代の夏』は当時日本で公開された唯一の作品であった。同作に注目したジャン＝リュック・ゴダールが『勝手にしやがれ』のプロデューサー、ジョルジュ・ド・ボールガールに紹介し、実現したのが『アデュー・フィリピーヌ』である。
1960年、長編デビュー作『アデュー・フィリピーヌ』を撮影。2年後の1962年にカンヌ国際映画祭に出品、ヌーヴェルヴァーグのキー要素であると考えられた。商業的成功のないまま5本の長編を演出したが、ロジエは、もっとも興味深いフランスの映画人と考えられた。同作にはジャン＝クロード・ブリアリやミシェル・ピコリらヌーヴェルヴァーグ的俳優がテレビ局のシーンで登場し、ミシェル・ルグランの姉クリスチャンヌ・ルグランが歌手として登場する。ゴダールにとっても本作は重要なものとなり、のちに『JLG/自画像』（1995年）には「ロベルト - ジャック - ボリス - ニコラス」、つまりロベルト・ロッセリーニやボリス・バルネット、ニコラス・レイとならべられ、それぞれの作品の音声が引用されるシーンがある。
1963年、9分の短編ドキュメンタリー『バルドー／ゴダール』を撮る。ゴダール『軽蔑』のメイキングで、ブリジット・バルドー、ゴダール、フリッツ・ラング、ジャック・パランス、ピコリにカプリ島で取材したもの。
1964年、アンドレ・S・ラバルトとジャニーヌ・バザンプロデュースによるテレビドキュメンタリーシリーズ『われらの時代のシネアストたち Cinéastes de notre temps』の『それ自身によるヌーヴェルヴァーグ La nouvelle vague par elle-même』（ラバルト演出）に出演する。他の出演者は、ゴダール、アンリ・ラングロワ、クロード・シャブロル、ジャック・ドゥミ、ジャン・ルーシュ、アニエス・ヴァルダ、ジョルジュ・フランジュ、フランソワ・トリュフォー、ジャック・リヴェット、ジャン＝ダニエル・ポレ、ラウール・クタール、ジャン＝クロード・ドーファン、アンナ・カリーナ、フランソワ・メーストル。
同年、『われらの時代のシネアストたち』では、ロジエ自身も2本演出している。『ジャン・ヴィゴ』では、ミシェル・シモンやジャン・ダステらヴィゴ監督『アタラント号』の出演者たちに取材し、『ルイス・ブニュエル』では、ブニュエル本人が出演している。どちらも撮影は『アデュー・フィリピーヌ』のルネ・マトラン。
1965年、『カイエ・デュ・シネマ』誌の発表した「戦後20年間のフランス映画ベスト10」に『アデュー・フィリピーヌ』が選ばれる（10位）。1位はロベール・ブレッソンの『スリ』。ヌーヴェルヴァーグ作品は、ゴダール『カラビニエ』（6位）、アラン・レネ『二十四時間の情事』（7位）と『ミュリエル』（9位）のみ。あとはルノワールとジャン・コクトー、マックス・オフュルスの作品が占める。
1978年、ベルリン国際映画祭審査員を務める。
1997年、映画作品の功績に対してアカデミー・フランセーズからルネ・クレール賞を授与。
2004年、カンヌ国際映画祭国際批評家週間のプレジダンを務める。かつては所在地パリ市リュリ街（rue Lulli）1番地にある製作会社「アンティネア Antinea」社代表であった。
2023年6月2日、死去。

## 引用
- 「ロジエは今世紀において特異な存在である。彼は自制的な人間と考えられているが、それは誤りである。 彼は刹那的な人間であり、その生き方は映画の興行成績を左右する、脚本という名の独裁者の強制力とは全く相容れない不吉なものであった。」

ジャック・マンデルボーム『ジャック・ロジエの柔軟性を欠いた甘美さ』（『ル・モンド』、2001年9月1日）に抜粋された映画監督パスカル・トマのことば。

## フィルモグラフィー

### 長編
- アデュー・フィリピーヌ Adieu Philippine （1962年）
- オルエットの方へ Du côté d'Orouët （1971年製作 - 1973年公開）
- トルチュ島の遭難者 Les naufragés de l'île de la Tortue （1974年製作 - 1976年公開）
- メーヌ・オセアン Maine Océan （1986年）
- フィフィ・マルタンガル Fifi Martingale （2001年） - ホール上映邦題
- Le Perroquet bleu （2006年）

### 主な短編
- Une épine au pied （1947年）
- 十代の夏 Rentrée des classes （1954年製作- 1955年公開）
- ブルー・ジーンズ Blue Jeans （1958年）
- Dans le vent （1962年）
- バルドー／ゴダール Le Parti des choses : Bardot et Godard （1963年）
- パパラッツィ Paparazzi （1963年）
- Le parti des choses （1963年）
- Roméos et Jupettes （1966年）

## 註
1. ↑  仏語版Wikipedia Jacques Rozierの項より。
2. ↑  日本では『ヌーヴェルヴァーグ』というタイトルで東芝EMIからVHS版が1997年9月26日に発売されている。
3. ↑  “Le cinéaste Jacques Rozier, figure de la Nouvelle Vague, est mort” (フランス語). Le Monde.fr. (2023年6月3日) 2023年6月4日閲覧。